# Mágnesség
A mágnesség fizikai fogalom, mely bizonyos testek (mágnesek) egymás közötti vonzó és taszító képességére utal.

## Mágneses alapjelenségek
Egyes vasércek, például magnetit (Fe3O4) képesek apró vasdarabokat magukhoz vonzani. A mágneses test és a vasdarab között mindig vonzó a kölcsönhatás. Az ilyen mágneseket permanens vagy állandó mágneseknek nevezzük. Tapasztalat szerint az acél felmágnesezhető egy mágneses érc segítségével. Egy acél mágnestű két végét pólusnak nevezzük, a vasreszelék csak ide tapad. Ezt a jelenséget egy mágnesrúd segítségével könnyen bemutathatjuk.

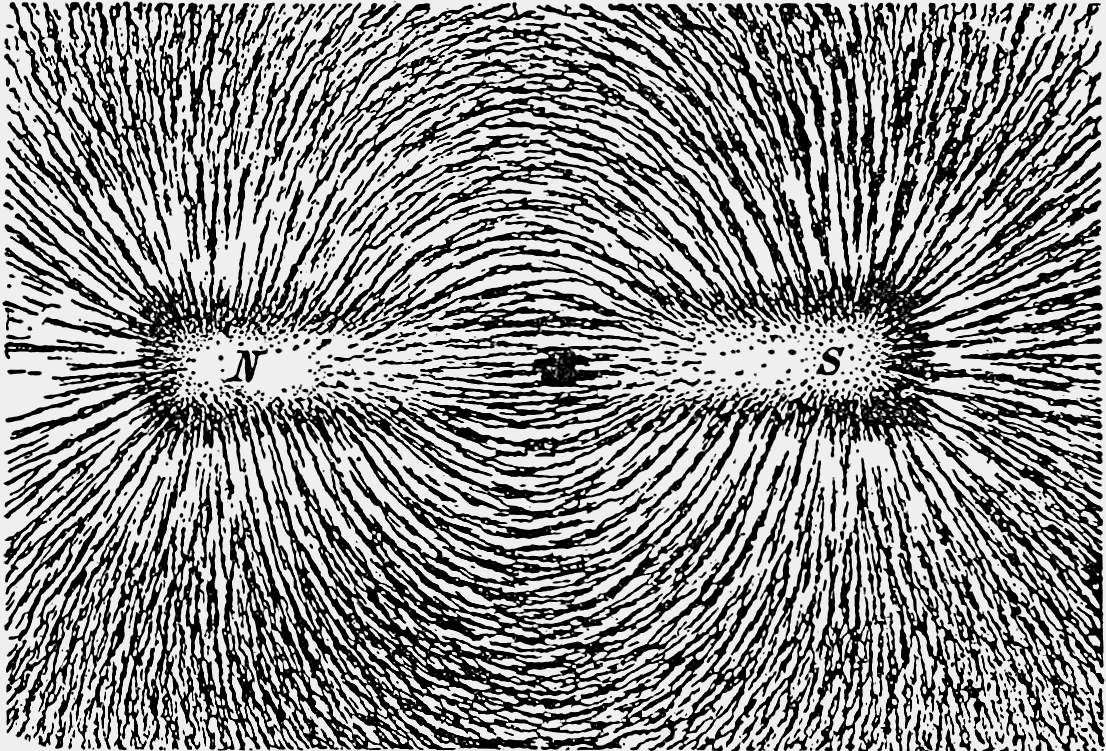
A mágnesrúd körüli erőtér szabályos sorokba rendezi a vasreszeléket a papíron

## Mágneses pólusok meghatározása
A Föld mágneses terében a függőleges tengely körül szabadon forgó, kétpólusú mágnes megközelítőleg észak–déli irányba áll be. A mágnes Északi-sark felé mutató pólusát északi pólusnak, a Déli-sark irányába mutatót déli pólusnak nevezzük. A Földnek, mint mágnesnek az Északi-sarkvidéken lévő pólusa az eddigiek szerint fizikailag valójában a mágneses déli pólus, az Antarktiszon lévő mágnespólus pedig fizikailag északi mágneses pólus.

## Állandó mágnes mint energiatároló
Az állandó mágnes statikus mágneses teret hoz létre. A mágnesben elraktározott energia és az általa keltett tér a benne lejátszódó elektromágneses folyamatok hatására változatlan marad. Egyetlen feltétel, hogy a folyamatok ne okozzanak olyan nagy térerősséget, amely az állandómágnes munkapontjának irreverzibilis megváltozásához (lemágnesezéshez) vezet.
Ha az ilyen statikus mágneses teret a gravitációs térrel hasonlítjuk össze, az a különbség, hogy a gravitációs tér hatása a benne lévő test tömegétől függ, amíg a mágneses térben csak a test mágneses tulajdonságai befolyásolják a hatást.
A mágnesesség egyik keletkezési módja, amikor egy irányba mozgó elektronok hatására, vagyis elektromos áram által átjárt vezető körül keletkezik mágneses erőtér. Ezt Ørsted dán fizikus észlelte először. Néhány jól ismert anyaggal, mint a vas vagy magnetit azonosíthatjuk ezt a hatást. A mágnesesség az elektromágneses kölcsönhatás egyik megjelenési formája.
A mágneses mező poláris, mindig két ellentétes pólus létezik, önmagában csak az egyik nem. Az ellentétes pólusok vonzzák, az azonosak taszítják egymást. A vastárgyak a közelükben lévő mágneses mező hatására maguk is mágnesként viselkednek, a mező hatására ugyanis a bennük lévő részecskék "irányba" rendeződnek, és a hatásuk összeadódik. A külső mágneses mező megszűnésekor a részecskék ismét rendezetlenné válnak, és az egyes részecskék mágneses hatásai kioltják egymást. Az acél azonban megtartja a mágnesességét, a mező megszűnésekor a részecskék rendezettek maradnak.
Fontos különbség a mágnesesség és az elektromosság között, hogy az elektromos töltéseket szét lehet választani, a mágneses mező pólusait azonban nem.

## Története
A mágneses tulajdonságú magnetit ásvány, a görög Magnészia városról kapta nevét. Az ókori görögök azonban a mágneses jelenségek terén nem jutottak olyan eredményekre, mint más területeken.
A kínai kultúrában mágikusnak tartották, hogy a mágnessel vasat lehet vonzani, és hogy bizonyos mágnesek taszítanak. Kínában felismerték, hogy a mágnes mindig egy irányba áll be, tehát tájolásra alkalmas, és mágnesezés után a vas is hat más vasakra. A Han-kor elején már ismert volt a Sinanshao „délt irányító kanál”. Ez volt az iránytű őse. Geomanciánál, vagyis földjóslásnál használták, ez a ma is népszerű feng shui része. Mérték, hogy hány tűt tud felemelni, ez alapján minőségi kategóriák voltak. Ezen ismeretek segítségével a kínaiak pontos navigációra alkalmas iránytűt tudtak készíteni, felismerték a mágneses és a csillagászati észak eltérését. Valamikor a 7-10. század között megjelent a tű alakú mozgórész. Az iránytűt arab kereskedők juttatták el Európába.
1269-ben Petrus Peregrinus (Pierre de Maricourt) a korban szokatlan kísérleti módszerrel vizsgálta meg a mágnességet. Egy gömb alakúra elkészített mágnes felszínén határozta meg az erőhatás irányát egy kis fémtű segítségével. Felrajzolta az az ezeket folytonosan összekötő vonalakat (mai szóval erővonalakat) és megállapította, hogy ezek a gömb felszínén két egymással szemben lévő pontban futnak össze úgy, ahogy a Föld felszínén a meridiánok. Ezeket a pontokat ő nevezte el pólusoknak.
1600-ban jelent meg William Gilbert – I. Erzsébet angol királynő udvari orvosa – műve De Magnete, Magnetisque Corporibus et De Magno Magnete Tellure címmel, amelyben hitet tett a közvetlen kísérletezés fontossága mellett. A könyvben kifejtette, hogy a Föld maga hatalmas mágnesnek tekinthető, amellyel megmagyarázta az iránytű működését. Felismerte a két pólus eltérő jellegét, két mágnes pólusai között lehetséges vonzó és taszító erőket. Megállapította, hogy a két pólus nem választható el egymástól, mert egy mágnest kettévágva két kétpólusú mágnes jön létre. Felfedezte a mágnestű inklinációját, azaz a vízszintestől való eltérését a Föld mágneses terében, és ennek alapján lehetségesnek tartotta a földrajzi szélesség meghatározását.
Később M. V. Lomonoszov orosz tudós látta szükségesnek a mágnesesség atomi szinten való magyarázatát.

## Alkalmazása
- Anyagmozgatásra: elektromágnesek
- Kisebb motorok, dinamók része egy állandó mágnes
- Hulladék válogatására: elsősorban vas elkülönítésére
- Rögzítésre: mágneses asztalok, hűtőmágnes
- Tájolásra(wd): iránytű, tájoló(wd)
- Adattárolásra: szalagos hangrögzítés, merevlemez
- Jelátvitelre, ahol elektromos vagy mechanikai elválasztás szükséges
- Mágneses folyadékok: keringetés, lezárás
- Elektromos mérőműszerekben
- Laborokban anyagok mechanikus keverésére